# Еггезін
Еггезін (нім. Eggesin) — місто у Німеччині, розташоване у землі Мекленбург-Передня Померанія. Входить до складу району Передня Померанія-Грайфсвальд. Складова частина об'єднання громад Ам-Штеттінер-Гафф.
Площа — 88,01 км2. Населення становить 4711 ос. (станом на 31 грудня 2020).

## Галерея

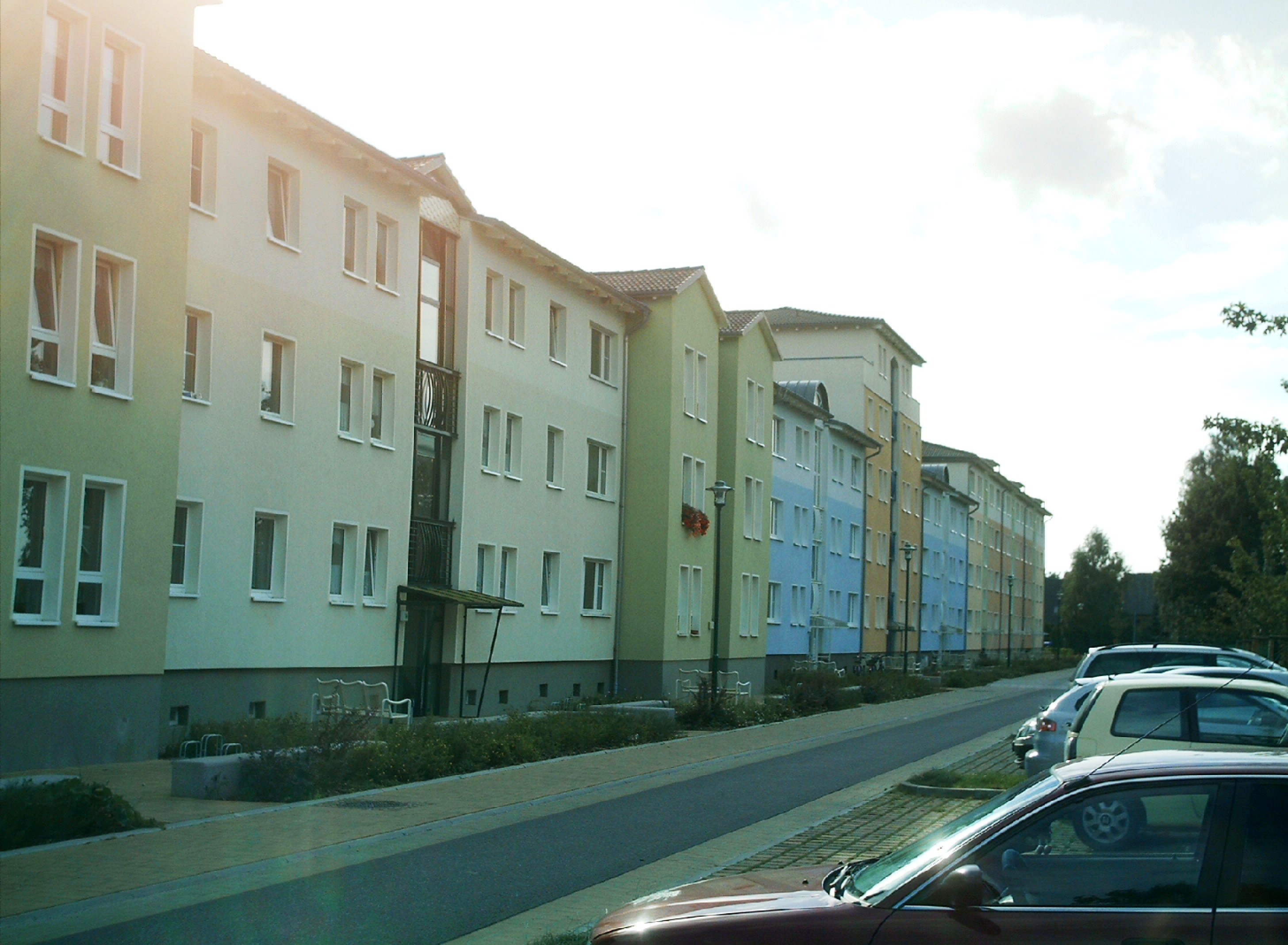
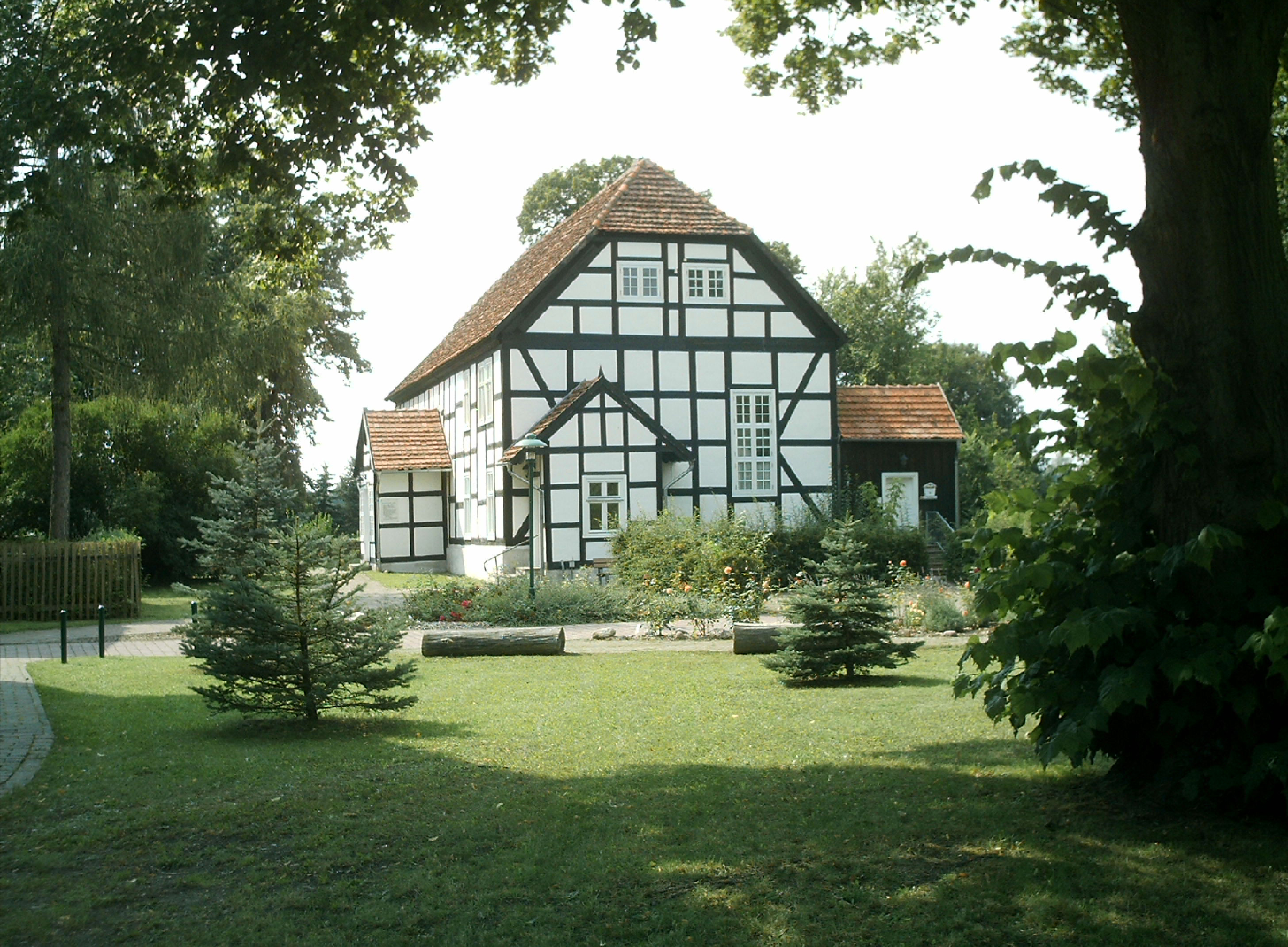
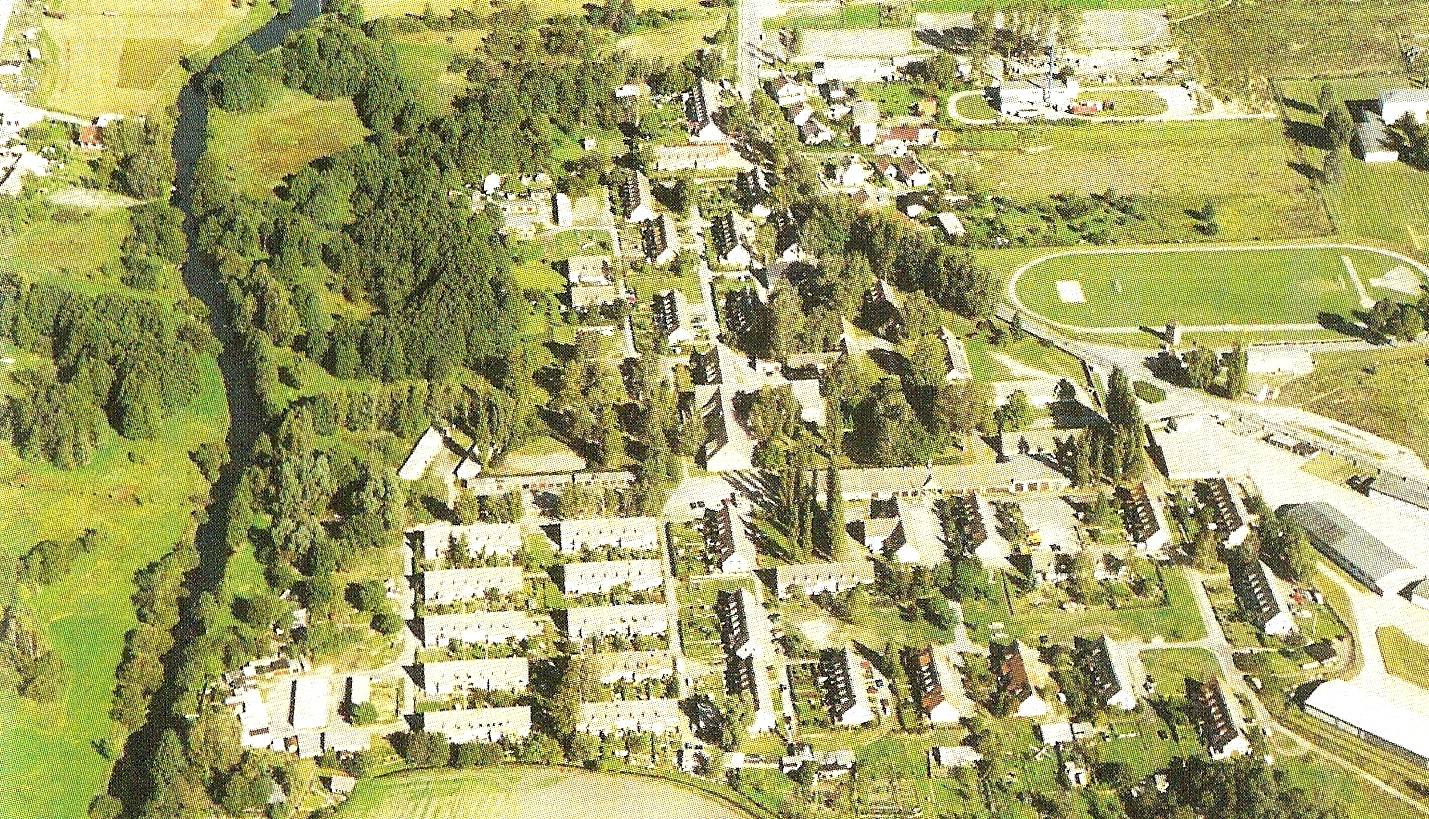
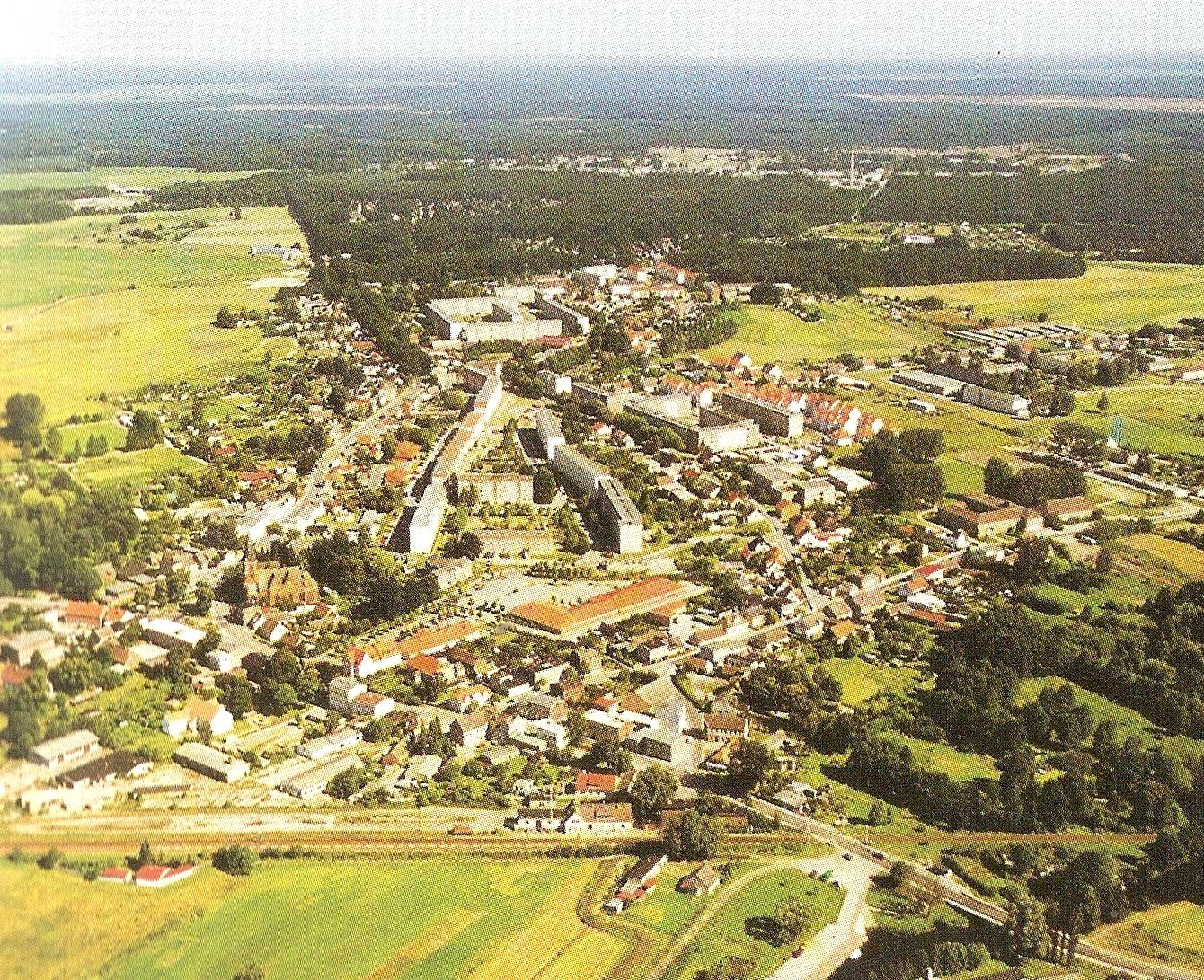
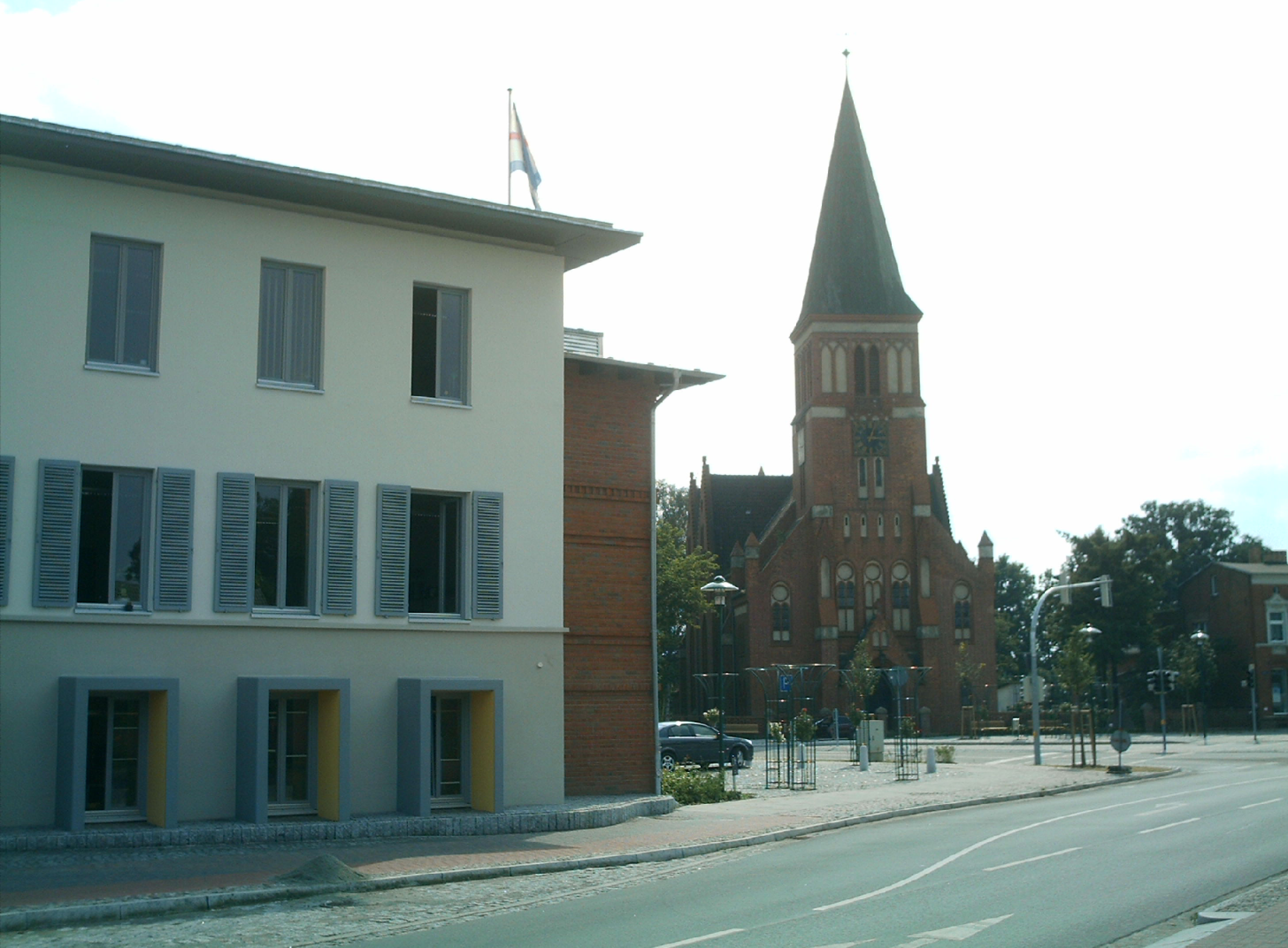
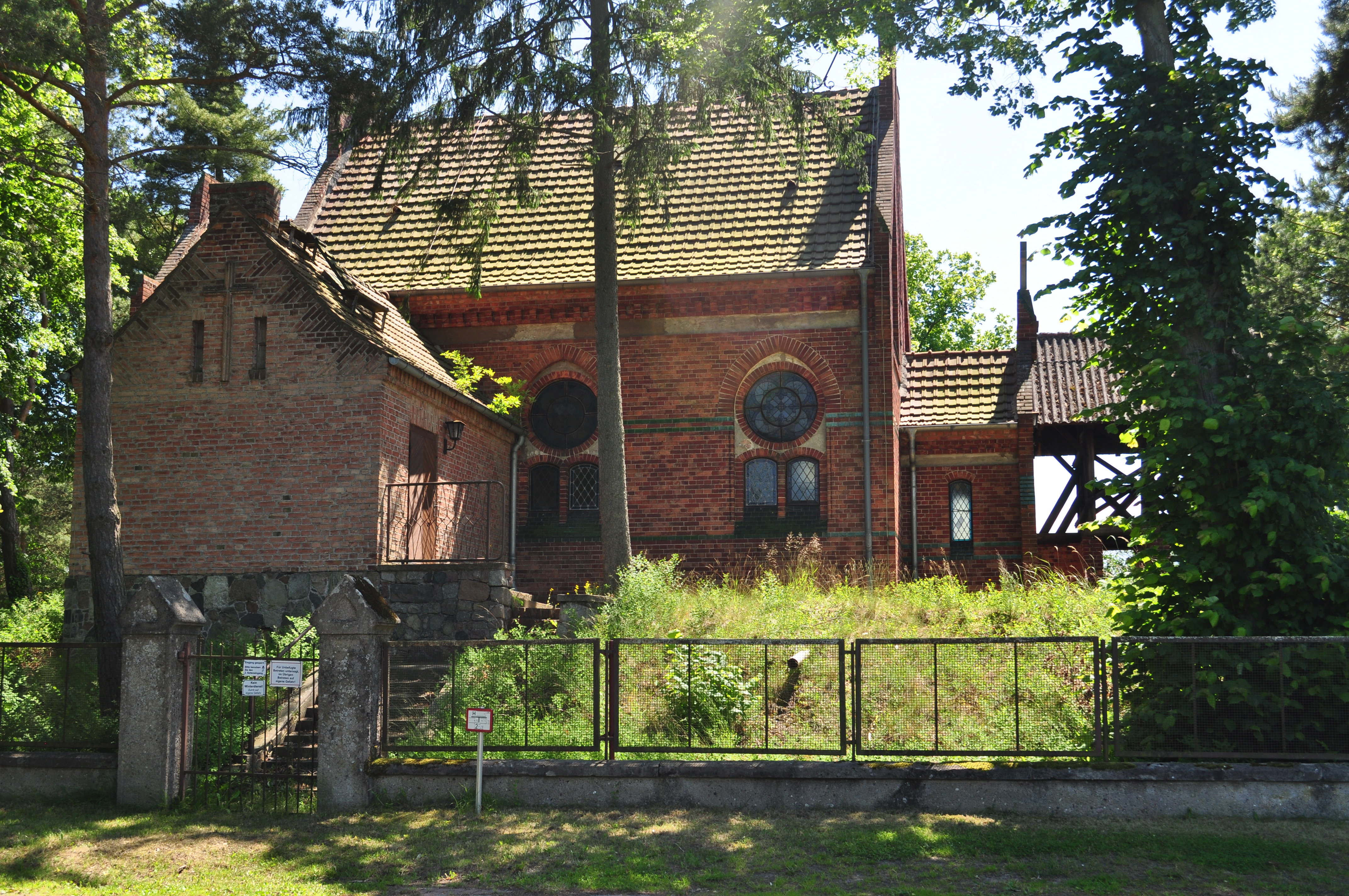